# Ламбер-Сіті (Джорджія)
Ламбер-Сіті (англ. Lumber City) — місто (англ. city) в США, в окрузі Телфер штату Джорджія. Населення — 967 осіб (2020).

## Географія
Ламбер-Сіті розташований за координатами 31°55′59″ пн. ш. 82°41′0″ зх. д. / 31.93306° пн. ш. 82.68333° зх. д. (31.933052, -82.683197).  За даними Бюро перепису населення США в 2010 році місто мало площу 5,02 км², з яких 4,99 км² — суходіл та 0,03 км² — водойми.

## Демографія
Згідно з переписом 2010 року, у місті мешкало 1328 осіб у 527 домогосподарствах у складі 320 родин. Густота населення становила 265 осіб/км².  Було 728 помешкань (145/км²).
Расовий склад населення:
| - 51,1 % — чорних або афроамериканців - 47,8 % — білих - 0,1 % — корінних американців |

До двох чи більше рас належало 0,7 %. Частка іспаномовних становила 1,1 % від усіх жителів.
За віковим діапазоном населення розподілялося таким чином: 24,3 % — особи молодші 18 років, 57,3 % — особи у віці 18—64 років, 18,4 % — особи у віці 65 років та старші. Медіана віку мешканця становила 43,9 року. На 100 осіб жіночої статі у місті припадало 86,5 чоловіків;  на 100 жінок у віці від 18 років та старших — 80,4 чоловіків також старших 18 років.
Середній дохід на одне домашнє господарство  становив 32 215 доларів США (медіана — 21 080), а середній дохід на одну сім'ю — 48 472 долари (медіана — 33 606). Медіана доходів становила 27 708 доларів для чоловіків та 17 802 долари для жінок. За межею бідності перебувало 27,9 % осіб, у тому числі 31,2 % дітей у віці до 18 років та 26,2 % осіб у віці 65 років та старших.
Цивільне працевлаштоване населення становило 490 осіб. Основні галузі зайнятості: виробництво — 33,9 %, освіта, охорона здоров'я та соціальна допомога — 22,2 %, інформація — 10,6 %, роздрібна торгівля — 5,5 %.